# ادوانس (ایندیانا)
ادوانس (ایندیانا) (به انگلیسی: Advance, Indiana) یک شهرک در ایالات متحده آمریکا است که در شهرستان بونی، ایندیانا واقع شده‌است.

## خصوصیات
ادوانس ۱٫۶۱ کیلومترمربع مساحت و ۴۷۷ نفر جمعیت دارد و ۲۸۴ متر بالاتر از سطح دریا واقع شده‌است.